# الکس همبرگر
الکس همبرگر (انگلیسی: Alex Homberger؛ ۲۶ اکتبر ۱۹۱۲ – ۱۵ آوریل ۲۰۰۷) قایقران روئینگ اهل سوئیس بود.
وی در مسابقات کشوری و بین‌المللی در مجموع برندهٔ ۱ مدال طلا، ۳ مدال نقره، ۱ مدال برنز شده‌است.